# Fesmy-le-Sart
Fesmy-le-Sart is een gemeente in het Franse departement Aisne (regio Hauts-de-France) en telt 463 inwoners (1999). De plaats maakt deel uit van het arrondissement Vervins.

## Geografie
De oppervlakte van Fesmy-le-Sart bedraagt 16,2 km², de bevolkingsdichtheid is 28,6 inwoners per km².
De onderstaande kaart toont de ligging van Fesmy-le-Sart met de belangrijkste infrastructuur en aangrenzende gemeenten.

## Demografie
Onderstaande figuur toont het verloop van het inwonertal (bron: INSEE-tellingen).
Vanwege een beveiligingsprobleem met de MediaWiki Graph-software is het momenteel niet mogelijk deze grafiek weer te geven. Zodra de software is bijgewerkt zal de grafiek vanzelf weer zichtbaar worden.
1. ↑  Populations de référence 2022.